# Cavalla
Cavalla (ostali nazivi Cavally, Youbou ili Diougou) je rijeka u zapadnoj Africi, koja teče sjeverno od planine Nimba u Gvineji, kroz Obalu Bjelokosti, te u Liberiji utječe u Atlantski ocean (Gvinejski zaljev), na mjestu 21 km udaljenom od luke Harper.
Cavalla svojim tijekom čini dvije trećine međunarodne granice između Obale Bjelokosti i Liberije. Cavalla je duga 515 km, a naziv je dobila prema vrsti ribe koja živi u njenom ušću, caballa, lat. Scomber scombrus (skuša). U rijeci živi endemski som Chiloglanis normani.

## Vanjske poveznice
|  | Zajednički poslužitelj ima još gradiva o temi Cavalla |